# Prefettura autonoma mongola di Bayin'gholin
La prefettura autonoma mongola di Bayin'gholin (in cinese: 巴音郭楞蒙古自治州, pinyin: Bāyīnguōlèng Měnggǔ Zìzhìzhōu; in uiguro: بايىنغولىن موڭغۇل ئاپتونوم ئوبلاستى, Bayingholin Mongghol Aptonom Oblasti) è una prefettura autonoma della provincia del Sinkiang, in Cina.

## Contee
La prefettura autonoma mongola di Bayin'gholin è suddivisa nelle seguenti contee:
- Korla (città-contea)
- Luntai (Bügür)
- Yuli (Lopnur)
- Ruoqiang (Qarkilik)
- Qiemo (Qarqan)
- Hejing
- Hoxud
- Bohu (Bagrax)
- Yanqi Hui